# Crézancy-en-Sancerre

Crézancy-en-Sancerre este o comună în departamentul Cher, Franța. În 1 ianuarie 2022 avea o populație de 425 de locuitori.